# Torrente Lerada
Torrente Lerada este o arie protejată (arie specială de conservare — SAC, sit de importanță comunitară — SCI) din Italia întinsă pe o suprafață de 365 ha, integral pe uscat.

## Localizare
Centrul sitului Torrente Lerada este situat la coordonatele 46°12′41″N 13°23′36″E / 46.2114°N 13.3933°E.

## Înființare
Situl Torrente Lerada a fost declarat sit de importanță comunitară în septembrie 1995 pentru a proteja 12 specii de animale. Situl a fost protejat și ca arie specială de conservare în octombrie 2013.

## Biodiversitate
Situată în ecoregiunea alpină, aria protejată conține 9 habitate naturale: Grohotișuri termofile și vest-mediteraneene, Râuri de munte și vegetația lor lemnoasă cu Salix elaeagnos, Peșteri inaccesibile publicului, Păduri ilirice de Fagus sylvatica (Aremonio-Fagion), Fânețe de joasă altitudine (Alopecurus pratensis, Sanguisorba officinalis), Râuri de munte și vegetația erbacee de pe malurile acestora, Pante stâncoase calcaroase cu vegetație casmofită, Păduri aluvionare cu Alnus glutinosa și Fraxinus excelsior (Alno-Padion, Alnion incanae, Salicion albae), Păduri pe pante, grohotișuri și ravene de Tilio-Acerion.
La baza desemnării sitului se află mai multe specii protejate:
- păsări (6): caprimulg (Caprimulgus europaeus), șerpar (Circaetus gallicus), cristeiul de câmp (Crex crex), sfrâncioc roșiatic (Lanius collurio), ciocârlie de pădure (Lullula arborea), viespar (Pernis apivorus)
- amfibieni (1): izvoraș-cu-burta-galbenă (Bombina variegata)
- mamifere (1): urs brun (Ursus arctos)
- nevertebrate (2): Austropotamobius pallipes, fluturele auriu (Euphydryas aurinia)
- pești (2): zglăvoacă (Cottus gobio), Salmo marmoratus

Pe lângă speciile protejate, pe teritoriul sitului au mai fost identificate 2 specii de plante, 3 specii de amfibieni, 4 specii de mamifere, 5 specii de nevertebrate, 7 specii de reptile.